# Leucostoma abbreviatum
Leucostoma abbreviatum là một loài ruồi trong họ Tachinidae.